# Rhabditida
Rhabditida é uma ordem de nematódeos microbívoros de vida livre, zooparasitas e parasitas vegetais.